# 贡觉迥乃
贡觉迥乃（藏語：དཀོན་མཆོག་འབྱུང་གནས་，威利转写：dkon mchog 'byung gnas；1374年—1453年）藏族，多堆伍地方人，第一世德木活佛。

## 生平
1374年，贡觉迥乃出生在多堆伍地方。后来，他曾任第一世帕巴拉活佛德钦多吉的经师。
1374年，昌都的第一世帕巴拉德钦多吉在德木拉山口修建了德木“拉卡洛色林”，即德木寺。后来，他任命贡觉迥乃为该寺住持，贡觉迥乃也成为了第一世德木活佛。
1453年，贡觉迥乃圆寂。享年80岁。